# Escucha (kommun)
Escucha är en kommun i Spanien.   Den ligger i provinsen Provincia de Teruel och regionen Aragonien, i den östra delen av landet, 240 km öster om huvudstaden Madrid. Antalet invånare är 995. Arean är 54 kvadratkilometer.
Terrängen i Escucha är huvudsakligen kuperad, men åt sydväst är den platt.